# Gerardo Torres
Gerardo Joaquín Torres Herrera (Mérida, Yucatán, 10 de marzo de 1977) es un exfutbolista mexicano que jugaba como defensa por última vez en el Club de Fútbol Mérida de la Liga de Ascenso de México.

## Trayectoria
Inició su carrera profesional en el Atlas de Guadalajara club con el que debuta en la Primera División en el Verano 1997, en ese torneo jugaría cuatro partidos todos de relevo, poco a poco con esfuerzo diario y entrega a su profesión ha logrado la regularidad deseada con Atlas desarrollando la mayoría de su carrera y viviendo los mejores momentos plagado junto a jugadores con mucho talento como Juan Pablo Rodríguez, Erubey Cabuto, Daniel Osorno, Marco Ballesteros, entre otros.
Permaneció en el equipo rojinegro hasta el Apertura 2004 ya que fue traspasado al Tecos de la UAG club con el que no ha logrado la titularidad que tenía con Atlas y no ha retomado su nivel que lo caracterizaba.
Su nivel recuperó un poco de forma cuando fue trasladado al Monarcas Morelia para el Apertura 2005 donde alcanzó partidos como titular y su gran desempeño le permitió ser contratado por Tecos de la UAG para el Apertura 2006 y su carrera se fue derrumbando dramáticamente teniendo pocos minutos en el campo y bajo nivel de juego.
Su bajo rendimiento le cobró factura y jugó el Clausura 2007 con el equipo filial de la Primera 'a', y para el siguiente torneo volvió al primer equipo sin poder consolidarse.

Para comienzos de 2009 fue contratado por el Caracas FC de la Primera División de Venezuela como refuerzo junto con su compatriota Rodrigo Prieto también para la copa Libertadores 2009 siendo su único club fuera de su país donde su rendimiento no fue el esperado y regresó a su país está vez recalando en la renombrada liga de Ascenso con el Mérida FC, donde solo duró un torneo ya que su falta de compromiso provocó su despido de la empresa.

### Clubes
| Club                 | País                | Año         | Partidos | Goles | Media |
| -------------------- | ------------------- | ----------- | -------- | ----- | ----- |
| Atlas de Guadalajara | México              | 1997 - 2004 | 206      | 11    | 0.05  |
| Tecos de la UAG      | México              | 2004 - 2005 | 15       | 0     | 0     |
| Monarcas Morelia     | México              | 2005 - 2006 | 16       | 0     | 0     |
| Tecos de la UAG      | México              | 2006 - 2008 | 17       | 1     | 0.06  |
| Caracas FC           | Venezuela           | 2009        | 10       | 0     | 0     |
| Mérida FC            | México              | 2009        | 3        | 0     | 0     |
| Total en su carrera  | Total en su carrera | 1997 - 2009 | 260      | 13    | 0.05  |

## Selección nacional

### Participaciones en fases finales
| Competición                    | Categoría | Sede    | Resultado        | Partidos | Goles |
| ------------------------------ | --------- | ------- | ---------------- | -------- | ----- |
| Copa Mundial de Fútbol de 1999 | Sub-20    | Malasia | Octavos de final | 4        | 1     |
| Total                          | –         | –       | –                | 4        | 1     |